# La Marne

La Marne este o comună în departamentul Loire-Atlantique, Franța. În 2009 avea o populație de 1,368 de locuitori.
Locuitorii săi sunt numiți Marnais și Marnaises.
Marne a avut 1.406 de locuitori la recensământul din 2014.
Orașul face parte din țara tradițională a țării Retz, în țara istorică a Pays nantais.

## Istoric
Parohia din La Marne este menționată din 1062, într-un act al mănăstirii din Redon sub numele de "Sanctoe Marioe de Marnis". Se spune că, la această dată, Episcopul de Nantes dă călugărilor din abatia lui Redon "două biserici din țara Retz, dincolo de Loire, Sainte-Marie de Frossay și Sainte-Marie de La Marne".
Era o castellană dependentă de domnia lui Machecoul. Această châtellenie avea dreptul la justiție înaltă, mijlocie și joasă. Ultimii domnitori cunoscuți aparțin familiei Chardonnay (Bécherel du Chardonnay). Brațele domnilor din Chardonnay, acum familia dispărută ("Gules cu leul de bani") au devenit cele ale municipalității La Marne.

## Geografie
Marne este situat la 30 km sud-est de Nantes și la 10 km sud-est de Saint-Philbert-de-Grand-Lieu.
Comunele învecinate sunt Saint-Philbert-de-Grand-Lieu, Machecoul-Saint-Even, Paulx, Saint-Etienne-de-Mer-Morte și La Limouzinière.

## Toponimie
La paroisse de La Marne est mentionnée pour la première fois en 1062, dans un acte de l'abbaye de Redon sous le nom de Sanctoe Marioe de Marnis : “Sainte-Marie de La Marne”.
Le nom de La Marne viendrait du celte matronas : “source”.
Maeron en breton.

## Demografie
Conform clasificării stabilite de INSEE, La Marne este parte a zonei urbane și a zonei de ocupare a forței de muncă din Nantes și a zonei de locuit Machecoul. Nu este integrat în nici o unitate urbană. Potrivit INSEE, în 2010, distribuția populației pe teritoriul comunei a fost considerată ca fiind "redusă": 81% din locuitori locuiau în zonele "slab populate" și 19% în zonele "foarte slab populate".